# Józef Reszpondek
Józef Reszpondek (ur. 17 marca 1951 w Łodzi, zm. 21 kwietnia 2002, tamże) – polski bokser wagi koguciej, olimpijczyk z Monachium 1972.

## Życiorys
Był synem Józefa i Władysławy Strzelczyk.
Startował w wadze koguciej. Był reprezentantem łódzkich klubów: Rudzkiego Klubu Sportowego w latach 1966-1969, oraz Widzewa w latach 1970-1981. Podczas kariery sportowej stoczył ponad 100 walk. 
Na igrzyskach olimpijskich w 1972 wystartował w wadze koguciej odpadając w eliminacjach. W 1973 bronił polskich barw występując w meczu Jugosławią. Przegrał w 3 rundzie.
Spoczywa na Cmentarzu pw. św. Wojciecha w Łodzi.